# Catiguá
Catiguá es un municipio brasileño del estado de São Paulo. Se localiza a una latitud 21º02'58" sur y a una longitud 49º03'30" oeste, estando a una altitud de 483 metros. La ciudad tiene una población de 7.127 habitantes (IBGE/2010). Catiguá pertenece a la Microrregión de Catanduva.

## Historia
La historia de Catiguá se inicia con la creación de dos pequeños poblados en los márgenes del Río São Domingos: Villa Santa Isabel y Villa Mariana.
La antigua Villa Santa Isabel estaba localizada entre el Río São Domingos y el Río de los Cândidos, y recibió este nombre en homenaje a la mujer de Artur Ortenblad, donadora del terreno donde fue construida la plaza y la capilla de Santa Isabel.
La Villa Mariana estaba localizada entre el Río São Domingos y el Río Bate-Panela. En esa villa, Manuel Caetano y José Rodrigues donaron el terreno donde fue construida la plaza y la capilla de São Sebastião.
Alrededor de noviembre de 1910, la Villa Santa Isabel pasó a llamarse Villa Ibarra.
En 1921, la Villa Mariana fue elevada a la categoría de distrito, con el nombre de Catupiry, jurisdicionado al municipio de Catanduva.
En 1929, Villa Ibarra también fue elevada a la categoría de distrito, jurisdicionado al municipio de Tabapuã.
En 1938, a través del decreto estatal n.º 9775, del 30 de noviembre, los dos distritos fueron unidos en un solo con la denominación de Catiguá. El nuevo distrito fue instalado en 1939, siendo subordinado al municipio de Catanduva.

## Geografía
Se localiza a una latitud 21º02'58" sur y a una longitud 49º03'30" oeste, estando a una altitud de 483 metros. Su población estimada en 2010 fue de 7.127 habitantes. Posee un área de 148km².

### Demografía
Datos del Censo - 2010
Población Total: 7.127
- Urbana: 6.569
- Rural: 558
- Hombres: 3.632[6]
- Mujeres: 3.495

Densidad demográfica (hab./km²): 48,03
Mortalidad infantil hasta 1 año (por mil): 10,42%
Expectativa de vida (años): 75,38
Tasa de fertilidad (hijos por mujer): 2,40
Tasa de Alfabetización: 86,86%
Índice de Desarrollo Humano (IDH-M): 0,787
- IDH-M Salario: 0,688
- IDH-M Longevidad: 0,840
- IDH-M Educación: 0,833

(Fuente: IPEADATA)

### Hidrografía
- Arroyo São Domingos

### Carreteras
- SP-310
- Vecinal José Fernandes
- Vecinal Vicente Fernandes
- Ruta Municipal Catiguá-Tabapuã

## Administración
- Prefecto: Vera Lucia de Azevedo Vallejo (2009/2012)
- Viceprefecto: Valdecir César Grava
- Presidente de la cámara: Fernando Cesar Darcie